# 6952 Niccolò
(6952) Niccolo, denumire internațională (6952) Niccolò, este un asteroid din centura principală de asteroizi.

## Descriere
6952 Niccolò este un asteroid din centura principală de asteroizi. A fost descoperit pe 4 mai 1986 la Stația Anderson Mesa de Edward L. G. Bowell. Asteroidul prezintă o orbită caracterizată de o semiaxă mare de 2,91 ua, o excentricitate de 0,26 și o înclinație de 7,5° în raport cu ecliptica.